# Бачина
Бачина́ — село міського типу  в Україні, у Самбірському районі Львівської області. Населення становить 343 особи. Орган місцевого самоврядування — Старосамбірська міська рада.

## Історія
В історичних джерелах село Бачина згадується вже з 13 століття. Перекази стверджують, що в давні часи, на горі, званій Замчище, стояв замок, укріплення якого були земляні. У Бачині несла свою службу сторожа, яка наглядала за основною дорогою (звідси, можливо, і походить назва села — від слова «бачити») і, у разі потреби, відповідними сигналами попереджувала жителів замку про небезпеку.
За податковим реєстром 1589 року село входило до Самбірського повіту Перемишльської землі Руського воєводства, у селі були корчма і по 1 лану (коло 25 га) оброблюваної землі у власності Петра Федоріва, Василя Котеля і Луки Юрковича.
У другій половині 17 століття у повіті Старого Міста (тепер — Старий Самбір) було тільки декілька сіл, у котрих шляхта становила окрему громаду, а начальником був префект. До таких належала і Бачина.
Село було вільним. Громада обирала із мужів раду на чолі з префектом, яка керувала всіма справами. У своїй власності громада мала 450 га лісу, 50 га поля, яке наділялось працьовитим малоземельним селянам. У селі була каса взаємодопомоги.
На території села був пивзавод. З 1902 року, коли була прокладена залізниця, селяни мали право продавати гравій зі станції Созань — Бачина. Раніше тут випалювали вапно, варили сіль.

## Населення

### Мова
Розподіл населення за рідною мовою за даними перепису 2001 року:
| Мова       | Кількість | Відсоток |
| ---------- | --------- | -------- |
| українська | 364       | 99.45%   |
| російська  | 2         | 0.55%    |
| Усього     | 366       | 100%     |

## Архітектура
Дерев'яна церква Святої Трійці була побудована у 1868 році на місці старої дерев'яної церкви, яка існувала щонайменше вже у 1830 році. У 1954—1988 роках церква стояла зачиненою.

## Відомі люди
- Савицький Роман Януарійович — український самодіяльний композитор.

## Цікаві факти
- Каспер Несецький в своєму гербівнику вказує на походження прізвища руських шляхтичів Бачинських (польських Бачиньских) гербу Сас від назви села під Самбором.[3]
  - Неподалік від села розташований лісовий заказник ДП"Бачинський сільський заказчик" «Бачина».

## Світлини

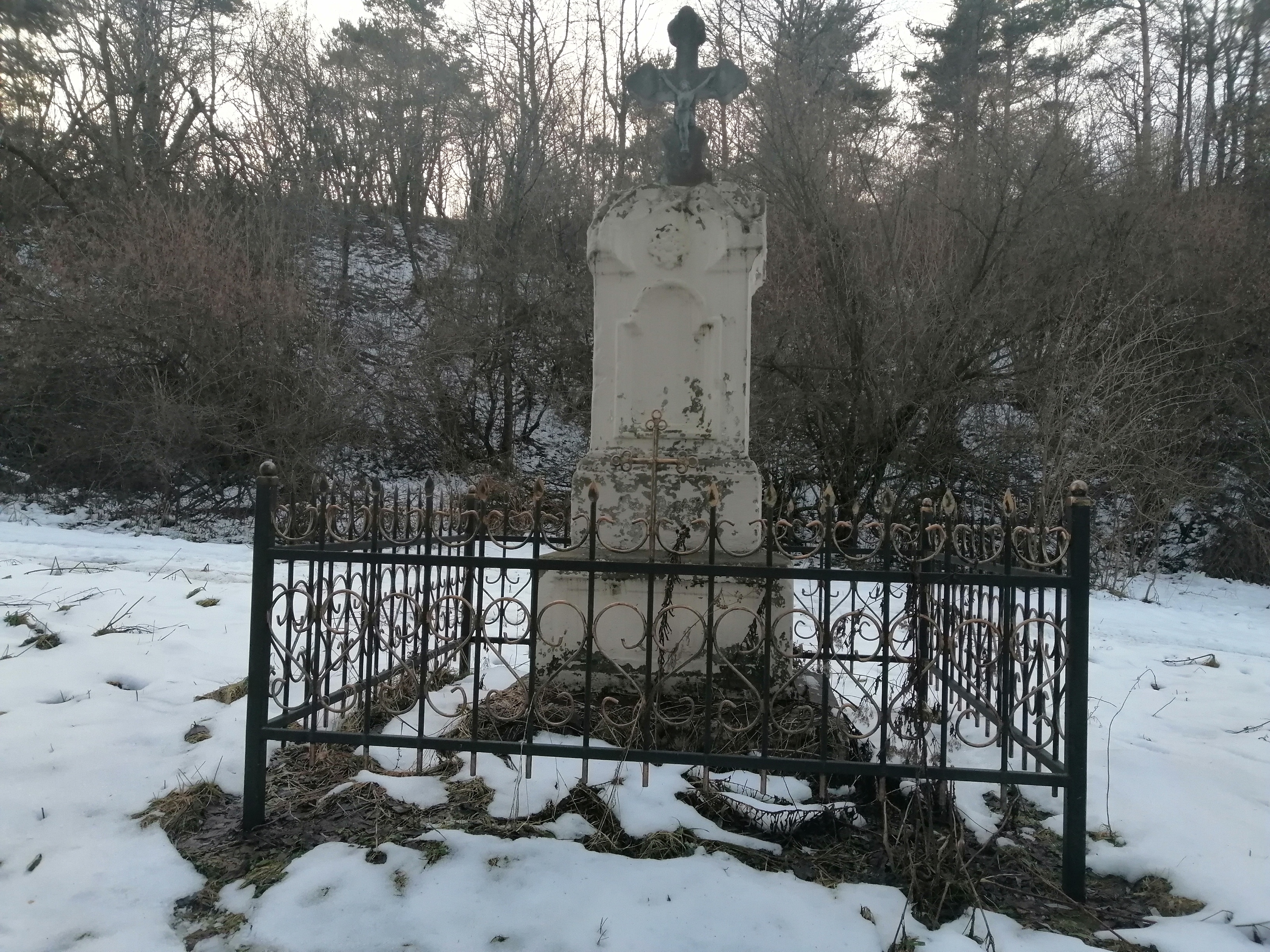
пам'ятник біля колишньої пивоварні
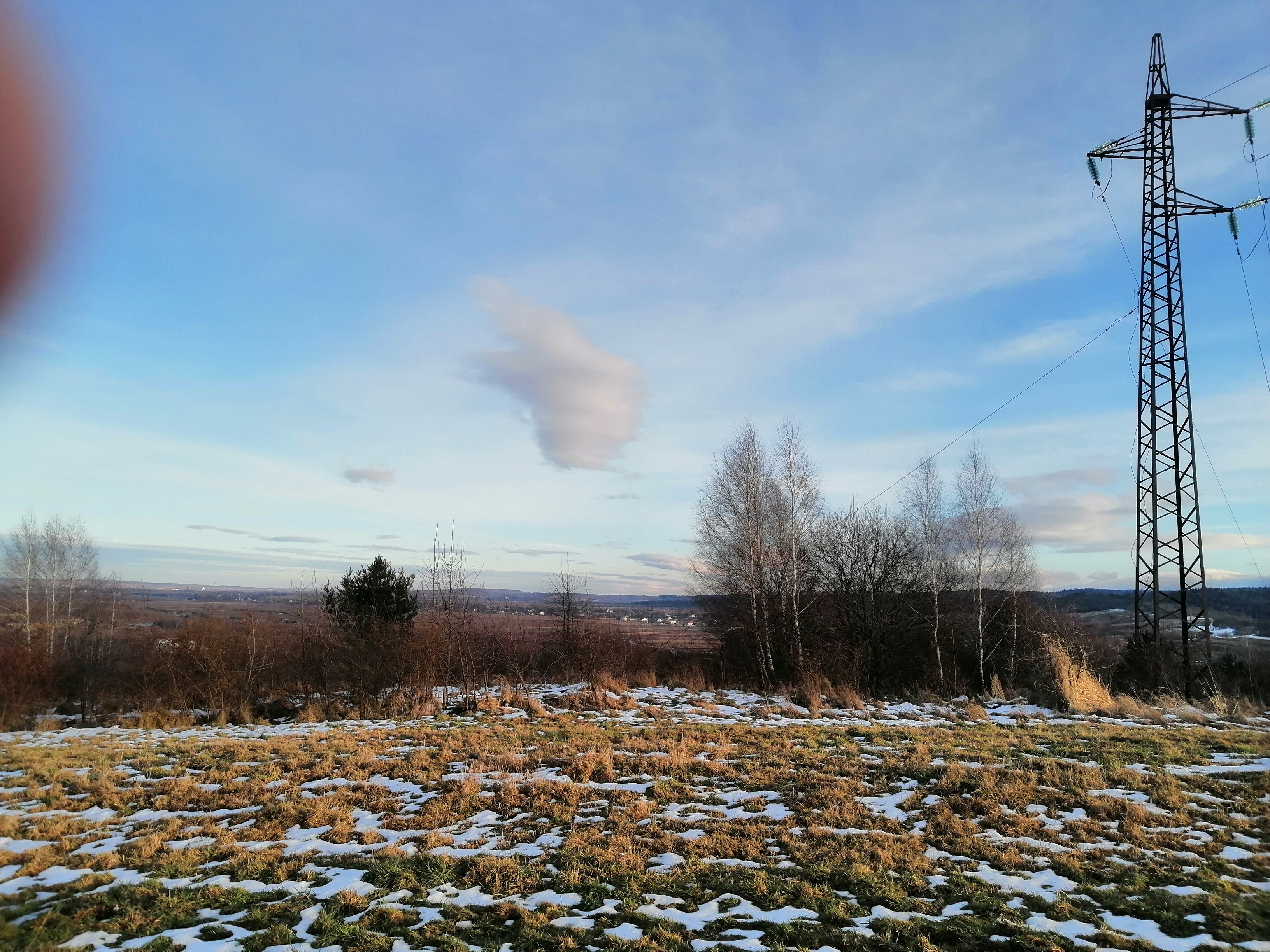
Краєвид з Бачинської Гори
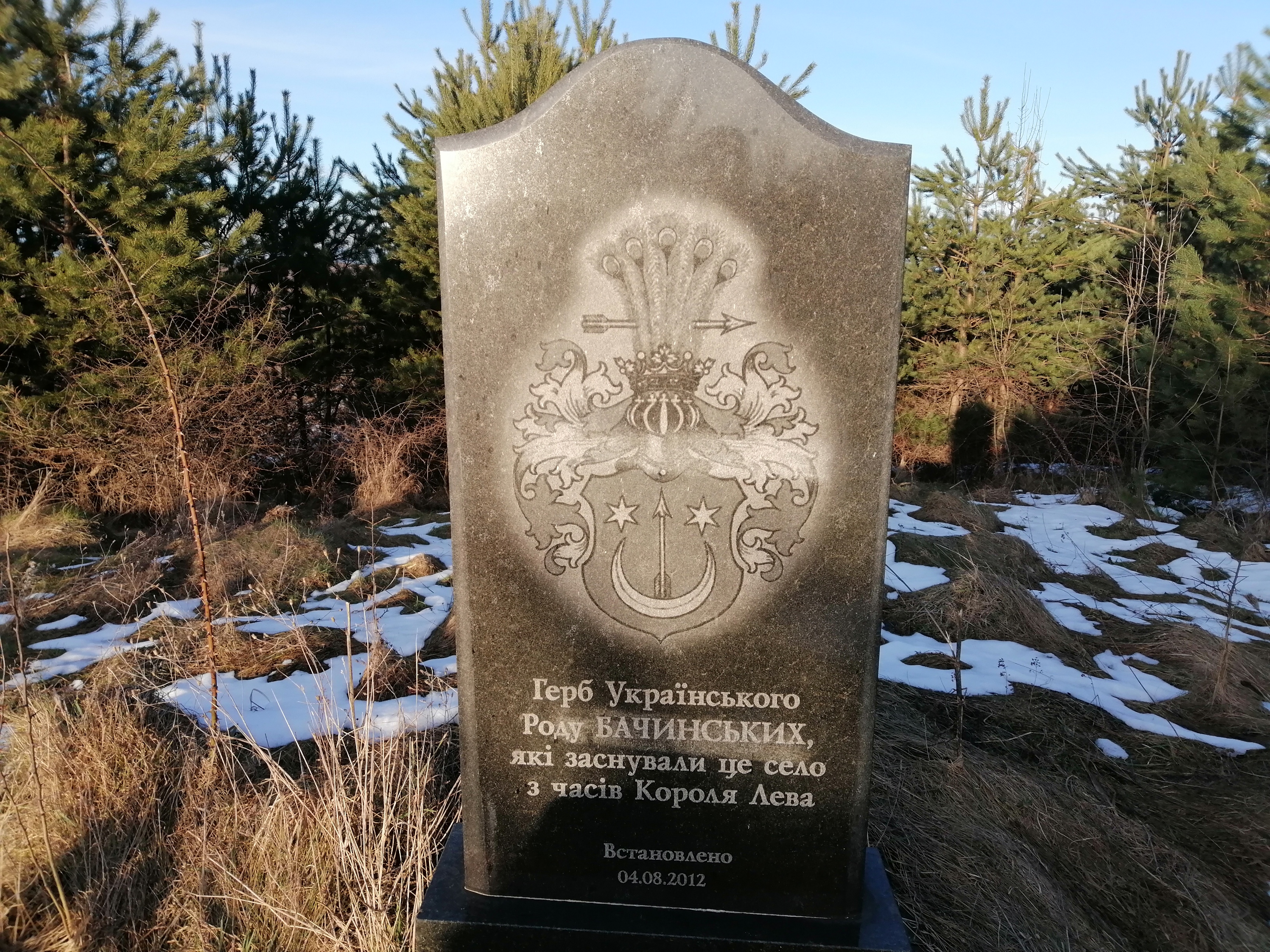
Пам'ятник роду Бачинських